# The Movie Monster Game
The Movie Monster Game è un videogioco d'azione del 1986 sviluppato e pubblicato dalla Epyx per Apple II e Commodore 64. Il manuale fa riferimento anche a una versione per PC IBM della cui esistenza però non si ha conferma.
Il gioco consiste nel controllo di un mostro gigante del cinema che distrugge una città e offre al giocatore la possibilità di scegliere fra una varietà di missioni, mostri giocabili e città, complete dei monumenti locali più celebri, come la torre di Tokyo. Uno dei mostri è Godzilla, l'unico presente con licenza ufficiale della Toho, gli altri sono basati su popolari creature del cinema con nomi modificati.
Come tematica è simile al precedente gioco strategico della Epyx Crush, Crumble and Chomp!, che a volte era sottotitolato proprio The Movie Monster Game.

## Modalità di gioco
Il giocatore inizia scegliendo le tre opzioni della partita, in una schermata che imita l'esterno di un cinema: mostro protagonista, città e tipo di azione. I mostri selezionabili differiscono per velocità, forza, resistenza, capacità di rigenerazione e specifiche armi e abilità speciali:
- Godzilla. Può sputare fuoco.
- Mr. Meringue, un grasso umanoide simile allo Stay Puft Marshmallow Man. Può sputare blocchi di meringa.
- Sphectra, una vespa gigante simile a Mothra. Può volare e usare un'arma sonica.
- The Glog, un ammasso radioattivo simile a blob. Ha tocco corrosivo.
- Tarantus, un aracnide mutante. Può lanciare una ragnatela intrappolante.
- Mechatron, un robot sul genere di Mazinga. Può sparare un raggio laser.

Le città disponibili sono Londra, Parigi, New York, San Francisco, Tokyo e Mosca, graficamente simili, ma con differenti topografie e alcuni palazzi e monumenti specifici. In ogni città si può scegliere tra cinque scenari con obiettivi differenti:
- Escape (fuga) - fuggire dalla città prima di essere distrutti dall'esercito
- Berserk (furia devastante) - distruggere un po' di tutto
- Lunch (pranzo) - divorare il più possibile
- Destroy Landmark (distruzione monumenti) - abbattere una costruzione famosa
- Search (ricerca) - trovare il proprio cucciolo nascosto in un edificio

Dopo una sequenza introduttiva all'interno del cinema, come se la partita fosse un film, l'ambiente della città viene mostrato con visuale isometrica a scorrimento multidirezionale. La città è costituita da edifici, parchi e ampie strade dove si aggirano veicoli e pedoni civili; ci sono anche zone acquatiche, attraversabili o meno a seconda del mostro. I nemici sono costituiti dall'esercito, sotto forma di fanti e vari tipi di mezzi militari, che sparando al mostro ne riducono la resistenza fino all'eventuale uccisione.
Sotto la visuale principale ci sono i vari indicatori di punteggio, tempo, attacco speciale selezionato, barra della resistenza del mostro e un'eventuale barra che dipende dallo scenario: indicatore della fame per Lunch o della distanza dall'obiettivo per Destroy Landmark e Search.
Il giocatore può muovere il mostro nelle quattro direzioni, con ritmo spesso giudicato piuttosto lento. Edifici, persone e mezzi si possono distruggere andandogli addosso, ma abbattere un edificio in questo modo richiede ripetuti colpi e sottrae un po' di resistenza. Si possono utilizzare le varie mosse di attacco, ma non troppo spesso o necessitano di un tempo di recupero: oltre all'attacco speciale specifico di ciascun mostro, tutti hanno a disposizione un urlo paralizzante e la capacità di atomizzare i velivoli.
Se si raggiungono i confini della città viene chiesto se terminare la partita o restare; il punteggio finale dipende dal raggiungimento più o meno rapido dell'obiettivo e dalle distruzioni.